# Aeroportul Port Moller
Aeroportul Port Moller (IATA: PML, ICAO: PAAL, FAA LID: 1AK3) este un aeroport din Alaska, Statele Unite ale Americii. Aeroportul a fost tranzitat în 2019 de 886 de pasageri.
Situat la o altitudine de 6 m, aeroportul dispune de 1 pistă.

## Infrastructură

### Piste
Aeroportul dispune de o singură pistă. Pista 01/19 are suprafața de pietriș și dimensiunile 3.500 picioare × 100 picioare. 